# Vigeois
Vigeois is een gemeente in het Franse departement Corrèze (regio Nouvelle-Aquitaine). De plaats maakt deel uit van het arrondissement Brive-la-Gaillarde. Vigeois telde op 1 januari 2022 1.295 inwoners.

## Geografie
De oppervlakte van Vigeois bedroeg op 1 januari 2022 43,25 vierkante kilometer; de bevolkingsdichtheid was toen 29,9 inwoners per km².
De onderstaande kaart toont de ligging van Vigeois met de belangrijkste infrastructuur en aangrenzende gemeenten.

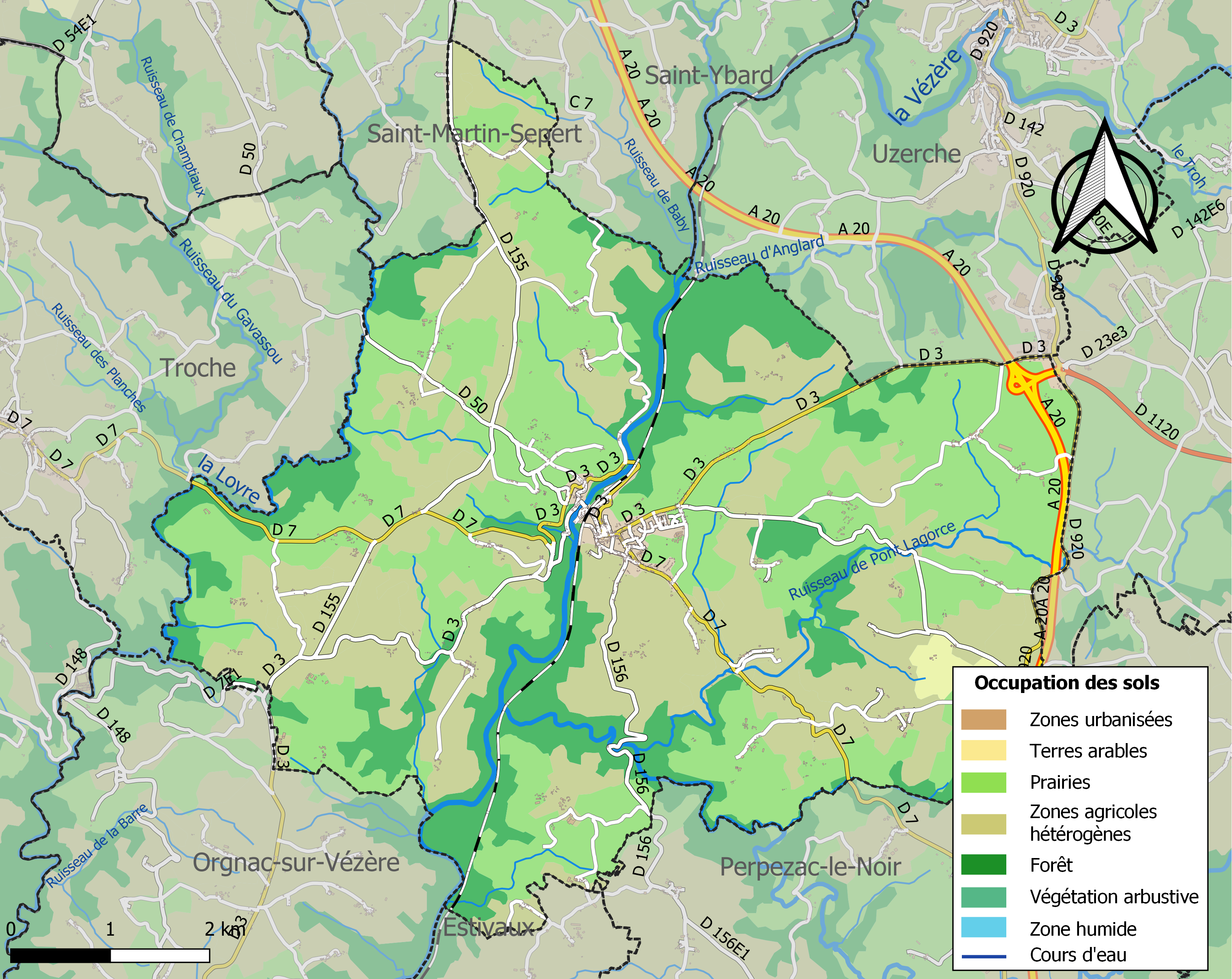

## Verkeer en vervoer
In de gemeente ligt spoorwegstation Vigeois.

## Demografie
Onderstaande figuur toont het verloop van het inwonertal (bron: INSEE-tellingen).